# فرقة إس إس الشرطة الخامسة والثلاثون بانزرجرينادير
فرقة إس إس الشرطة الخامسة والثلاثون بانزرجرينادير (بالألمانية: 35. SS und Polizei-Grenadier-Division) ( (بالألمانية: 35. SS und Polizei-Grenadier-Division) SS und Polizei-Grenadier-Division ) فرقة مشاة لفافن إس إس في ألمانيا النازية خلال الحرب العالمية الثانية. تم إنشاؤها من وحدات -الشرطة المنقولة إلى فافن إس إس. تشكلت في ربيع عام 1945 ، وقوتها الفعلية غير معروفة. كجزء من الجيش الألماني التاسع، كانت مشوهة بشكل سيء عند الاقتراب من برلين خلال معركة مرتفعات Seelow، ودُمرت أثناء معركة هالب. استسلم العديد من بقايا الفرقة للقوات الأمريكية والسوفياتية بالقرب من خط ترسيم جبال الألب.

## القادة
- أوبيرفوهرر يوهانس ويرث (فبراير 1945 - مارس 1945) [1]
- شتاندارتن فوهرر Ruediger Pipkorn (مارس 1945 - مايو 1945)